# Eleições gerais no Paraguai em 1978
As eleições gerais no Paraguai em 1978 foram um evento eleitoral político nacional daquele país que ocorreu em 6 de fevereiro de 1983. Segundo sua organização política, nas eleições nacionais são eleitos presidente, vice-presidente, senadores, deputados e governadores dos departamentos. Marcado pela fraude, o general Alfredo Stroessner, do Partido Colorado, venceu pela 6° vez as eleições presidenciais no Paraguai.